# Seznam vedlejších lidských postav ve Futuramě
Tato stránka je seznamem vedlejších lidských postav seriálu Futurama. Seznam vedlejších robotích postav najdete zde, seznam vedlejších mimozemských postav zde

## Hlavy

### Al Gore
(Namluveno: Al Gore) – první imperátor Měsíce
objevil se v:
- Krajně mezní příběhy I
- Nikdo to rád horké

Al Gore se také objeví ve filmu Futurama: Benderovo parádní terno

### Lucy Liu
(Namluveno: Lucy Liu) - objevila se v:
- Nebezpečné roboznámosti
- Valentýnská odysea

### Leonard Nimoy
(Namluveno: Leonard Nimoy) - objevil se v:
- Vesmírný pilot 3000
- Kam se dosud žádný fanoušek nevydal

### Richard Nixon
(Namluveno: Billy West) - prezident Země
objevil se v:
- Vesmírný pilot 3000
- Do voleb hlava nehlava
- Nikdo to rád horké
- Jak chutná svoboda
- Tři sta babek
- Smlouva s roboďáblem

### George Washington
(Namluveno: Maurice LaMarche) - objevil se v:
- Vesmírný pilot 3000
- Do voleb hlava nehlava
- Tahle Země není pro blbý

## Otec Changstein-El-Gamal
(Namluveno: David Herman) – kněz První spojené církve
objevil se v:
- Božský Bender
- Žihadlo

## Zapp Brannigan
Generálmajor Webelo Zapp Brannigan, také nazýván (hlavně sám sebou) jako "The Zapper," "The Velour Fog," a "Big Z" (narozen 30. června 2972), je členem ozbrojených sil Democratic Order of Planets (D.O.O.P.) a kapitánem kosmické lodi tohoto sdružení jménem Nimbus. Jeho charakter má parodizovat Jamese T. Kirka ze seriálu Star Trek: The Original Series.
Sám o sobě si myslí, že je neodolatelný svůdník. Během epizody Marná vesmírné lásky snaha svedl Leelu, která ho od té doby nemůže vystát. Pokouší se svést jiné ženy i zpěvem, který však je velmi otřesný. Dále zbožňuje předměty vyrobené ze sametu a sám se do takového oblečení obléká.

## Dwight Conrad
Dwight Conrad (narozen 2989) je syn Hermes Conrada a LaBarbara Conradové. Je mu 12 let a studuje na internátní škole. Je spolužákem a kamarádem Cuberta. Dwight je skvělým byrokratem stejně jako jeho otec. Pochází z Jamajky a jsou pro něj typické dredy. Poprvé se objevil v epizodě Krajně mezní příběhy II s první větou: „To nebyla moje chyba, tati.“ Postavu namluvil Bumper Robinson a Phil LaMarr.

## LaBarbara Conrad
(Namluveno: Dawnn Lewis) - manželka Hermese Conrada

## Sirotci z Cookievillského sirotčince

### Albert
(Namluveno: Kath Soucie)

### Nina
(Namluveno: Kath Soucie)

### Sally
(Namluveno: Nicole St. John)

## Abner Dvakrátkup
Abner Dvakrátkup (v originále Abner Doubledeal) je podnikatel a vlastník např. baseballového týmu New York Mets, nejtvrdšího robowrestlingu a motýlího derby. (Namluveno: Tom Kenny)

## Cubert Farnsworth
Cubert Farnsworth je klon profesora Huberta Farnswortha, který byl stvořen z výrůstku na profesorových zádech v roce 2989. Cubert je rozdílný od Profesora kvůli tomu, že jeho nos byl příliš dlouho namáčknutý směrem nahoru na stěně klonovací nádoby. Podle komentářů na DVD, to byla první postava, která byla autory vytvořena.
Cubert byl posádce představen v roce 3001, aby se stal Profesorovým následovníkem. Zpočátku myslel, že je Profesor šílený, že jeho myšlenky jsou nemožné a jeho posádka neschopná. Ačkoliv později, následkem snu (v omráčení), zjistil, že nic není nemožné.
Cubert je nafoukaný, arogantní a velmi hrubý člen Planet Express. Nepřekvapivě je tedy velmi neoblíbený posádkou. Často pokřikoval "To je nemožné!" Jako klon profesora je velmi pravděpodobné, že má (fiktivní) dědičnou nemoc močového měchýře nazývanou "wandering bladder." Cubertovi může chybět palec na noze

### Přátelé
Cubert se kamarádí s Hermesovým synem Dwightem také proto, že chodí na stejnou internátní školu. Když Cubert, Dwight a Tinny Tim pozvou děti do Planet Express na párty, Professor Farnsworth myslí, že dokud nebudou vypadat „cool“ na Cool-O-Meter, nebude jejich párty úspěšná.
V epizodě "Juniorské mistrovství zla", Cubert a Dwight spolupracují, aby předčili Planet Express jejich vlastní doručovací společností - Úžasný express. Dwight zjistil, že se profesor prohlásil před třemi lety za právně mrtvého, aby se vyhnul placení daní, takže Cubert zdědil jeho budovu a vesmírnou loď firmy a Profesor a Hermes byli bez práce. Ostatní členy posádky si vzali jako pomocníky v doručování novin. Vzali si však příliš mnoho novin na roznášku a nestačili je roznést a šli pro pomoc k rodičům. Po odprošení jim pomohli roznést zbylé noviny. Po tom si mladíci uvědomili, že nestačí na to, co dospělí a přenechali firmu zpět rodičům.

### Kulturní odkazy
- Cubert je skrytá parodie na Wesley Crushera.

## Yancy Fry, Sr.
(Namluveno: John DiMaggio) Yancy (narozen 4. ledna 1948) je Fryův otec. Je zapřisáhlý vlastenec a antikomunista. Ve svém volném čase přestavuje sklep na protiatomový kryt.

## Sherri Fry
(Namluveno: Tress MacNeilleová) Sherri (narozena 2. května 1950) je Fryova matka.

## Yancy Fry, Jr.
(Namluveno: Tom Kenny) Yancy (narozen 4. září 1971) je Fryův bratr.

## "Fishy Joe" Gillman
(Namluveno: Maurice LaMarche) Majitel sítě Fast Foodů Fishy Joe.

## Linda
(Namluveno: Tress MacNeilleová) Moderátorka televizních zpráv.

## Hattie McDoogal
(Namluveno: Tress MacNeilleová)

## Michelle
(Namluveno: Kath Soucie, Sarah Silvermanová) Fryova přítelkyně ze 20. století. Nechala se zmrazit.

## Máma
V seriálu nebylo přesně řečeno ani datum ani místo narození této podnikatelky. Na veřejnost vystupuje v obleku viktoriánské babičky, ale ve skutečnosti je hubená až vychrtlá dáma. Nosí velice staromódní účes ve tvaru písmene V. Je majitelkou gigantické korporace Mámin hodný robot, která vytváří většinu robotů ve vesmíru (mimo jiné i Bendera) a speciální robotí mazadlo Mámin staromódní roboolej. Na její počest roboti ustanovili Den Matky, kdy jí posílají dárky, přání apod. Ovšem sama ho nenávidí, jelikož přesně na den Matky ji opustila její největší životní láska (ukázalo se, že to byl prof. Farnsworth). Má 3 syny: Walta, Larryho a Ignara. Své syny často fackuje. Její křestní jméno je Carol.

## Randy Munchnik
(Namluveno: John DiMaggio)

## pan Panucci
Ve 20. stol. majitel pizzerie, kde Fry pracoval.
(Namluveno: John DiMaggio)

## starosta C. Randall Poopenmayer
(Namluveno: David Herman)

## Morgan Proctor
(Namluveno: Nora Dunn) - byrokrat třídy 19, která nahradila Hermese Conrada poté, co musel odjet na placenou dovolenou (což je podle Hermese nejtěžší trest). Objevila se pouze v jediné epizodě:
- How Hermes Requisitioned His Groove Back

## Sal
(Namluveno: John DiMaggio)
je flákač

## Scruffy
Scruffy (narozen 31. října 2945) je údržbář Planet Express. Je mu něco mezi 50 – 60 lety, pochází ze Země a je neuvěřitelný flegmatik. Jeho oblíbená činnost je prohlížení pornografických časopisů jako National Pornographic či Zero-G Juggs doprovázené pojídáním chipsů. Poprvé se objevil v epizodě Krajně mezní příběhy I s první větou: „Scruffy, jsem uklízeč.“ Často o sobě mluví ve 3. osobě (např. Scruffy to nebude dělat.). Postavu namluvil David Herman.

## Mutanti z newnewyorského podzemí

### Dwayne
(Namluveno: David Herman)

### Raoul
Trojruký mutant, 3. ruka mu vyrůstá z levého spánku.
(Namluveno: Maurice LaMarche) – hlavní vůdce mutantů

### Morris
(Namluveno: David Herman) - otec Leely. Jeho mutace spočívá ve vertikálně umístěných ústech při řeči (když mlčí má ústa normálně), a jednom oku.

### Munda
(Namluveno: Tress MacNeilleová) - matka Leely. Její mutace spočívá v jednom oku, ocasu a chapadlům místo rukou.

### Vyolet
(Namluveno: Tress MacNeilleová) – náruživá kuřačka, má prasečí rypák

## Smitty
(Namluveno: Billy West) – policista v New New Yorku

## Ethan „Bubblegum“ Tate
(Namluveno: Phil LaMarr) Kapitán basketbalového týmu Globtroterů a přednáší fyziku na Globetroterské univerzitě.

## Terry
(Namluveno David Herman) – zaměstnanec kryogenického ústavu (to je on, co při rozmražení každého člověka říká: „Vítejte do světlých zítřků!“)

## Mr. Vogel
(Namluveno: David Herman) – pan Vogel je ředitelem a jediným zaměstnancem Cookievillského sirotčince

## Profesor Ogden Wernström
(Namluveno: David Herman) - rival a bývalý žák profesora Farnswortha

## Judge Ron Whitey
Je soudce při většině procesů Planet Expressu.
(Namluveno: Billy West)

## Leo a Inez Wongovi
Jsou to rodiče Amy Wongové, jsou velmi bohatí, vlastní západní polokouli Marsu a chov bugolů.